# Supernova (videogioco)
Supernova è una avventura testuale scritta da Scott Miller e Terry Nagy, e pubblicata come Apogee Software nel 1986 per MS-DOS. Ispirato alla celebre serie Zork, è stato pubblicato come freeware il 10 marzo del 1998; il 20 marzo 2009 è stato pubblicato anche il codice sorgente sotto licenza GPL.
Il gioco è uno dei due titoli (l'altro è Beyond the Titanic) pubblicati come shareware tradizionale da Apogee, e non utilizzando la suddivisione in episodi tipica dell'azienda.
Nel gioco si interpreta un minatore, che lavora in una sperduta colonia spaziale chiamata Barre-Ann.